# Valentino Ragni
Valentino Ragni (* 23. März 1935 in Trimbach, Kanton Solothurn) ist ein Schweizer Komponist, Pianist und Musikpädagoge.

## Leben
Valentino Ragni war 25 Jahre im Zentralvorstand des SMPV tätig. Unter seinen Kompositionen finden sich 50 Instrumental- und Vokalwerke. Neben dem Komponieren als Haupttätigkeit tritt Ragni auch als Klaviersolist auf.